# Milówka (stacja kolejowa)
Milówka – stacja kolejowa w Milówce, w województwie śląskim, w Polsce. Stacja jest mijanką z bocznicą, która obecnie nie jest używana. W budynku dworcowym znajduje się posterunek dyżurnego ruchu; kasa biletowa i poczekalnia są nieczynne.

## Ruch pasażerski
| Rok  | Wymiana pasażerska na dobę |
| ---- | -------------------------- |
| 2017 | 200-299                    |
| 2022 | 300-499                    |